# Курган Хога
Курган Хога (Хага), або Курган короля Бйорна (шведський. Hågahögen, Kung Björns hög) — курганне поховання, яке виявлене на західній околиці міста Уппсала, Швеція. Являє собою чудовий пам'ятник північного бронзового століття.

## Назва
Одна з назв пам'ятника — Hågahögen — буквально означає «високий пагорб»; інша — дана на честь напівлегендарного короля Швеції Бйорна з Хогі — персонаж саг, який, як вважається, жив в Уппсалі в IX столітті. Назва Курган короля Бйорна відомо щонайменше з XVII століття і вперше згадується в листі від 1704 року. Сучасні історики відкинули зв'язок короля Бйорна з курганом, проте назва закріпилася в літературі.

## Опис

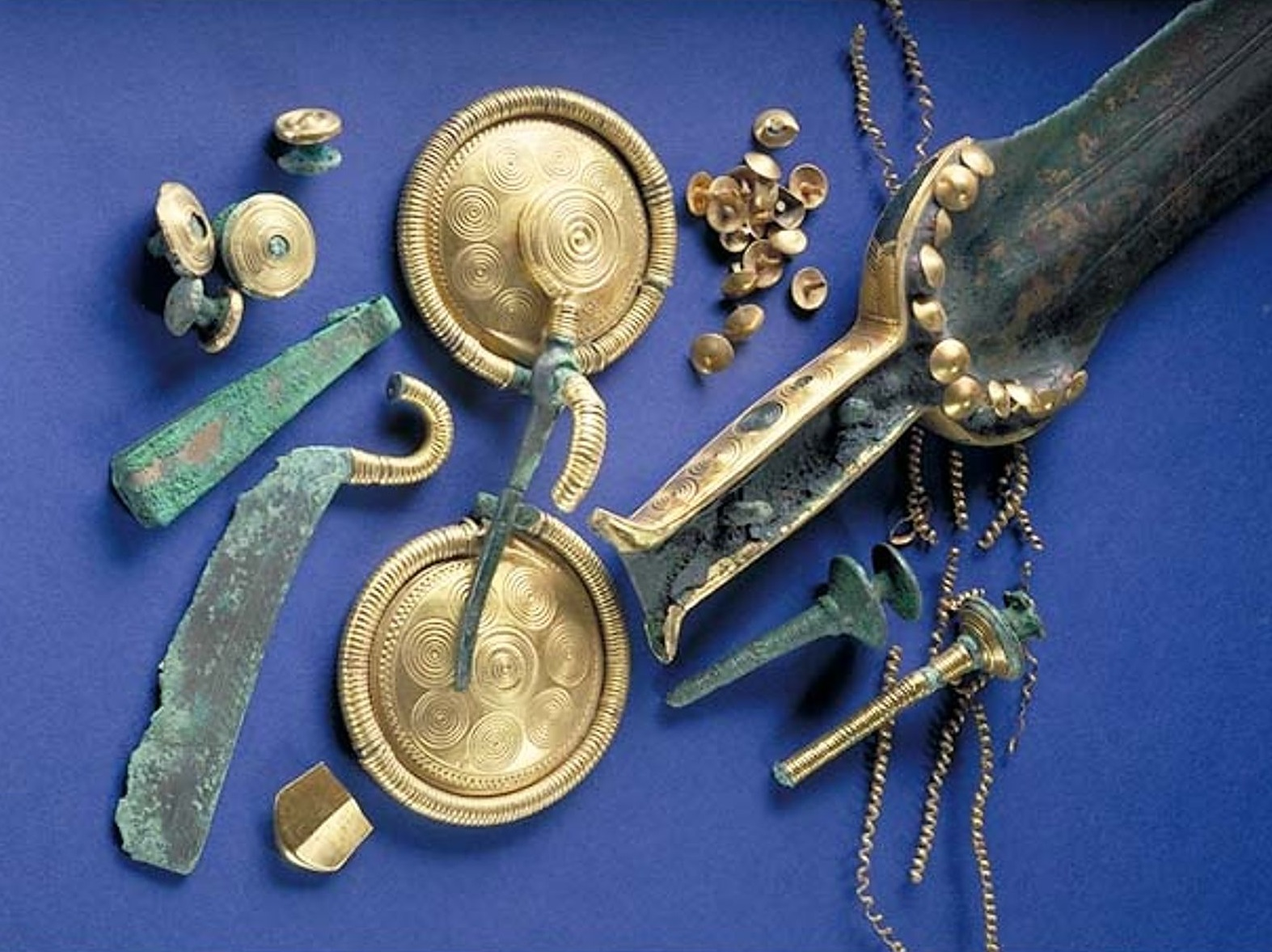
Артефакти, знайдені в кургані

Курган Хога становить 7 метрів у висоту і 45 метрів в поперечнику. Він був створений близько 1000 року до н. е. на березі моря (з тих пір море відступило в процесі гляціоізостазії). Усередині кургану була поміщена дерев'яна похоронна камера, в якій знаходилась дерев'яна труна з кремованими останками невисокої людину. Насипаний зверху пагорб був покритий дерном. Захоронення знатного скандинава, ймовірно, супроводжувало людське жертвопринесення, про що свідчать знайдені там же людські кістки, з яких був вилучений кістковий мозок.
Усередині труни був виявлений багатий набір артефактів з бронзи і золота: меч бронзового століття з прикрасами, бритва, дві брошки, кілька позолочених ґудзиків, двоє щипців та інші предмети. Всі вони можуть походити з однієї майстерні на острові Зеландія . Всього було виявлено 52 золотих вироби, деякі — тільки фрагментами.

## Історія вивчення
Курган був розкопаний в 1902—1903 роках шведським археологом Оскаром Альмгреном разом з майбутнім королем Густавом VI Адольфом . У прилеглому поселенні, в шарах, що відносяться до бронзової доби, були проведені лише невеликі за обсягом археологічні роботи, однак вони дозволили виявити кілька кам'яних фундаментів будинків. Знахідки з самого кургану були поміщені в Історичному музеї Стокгольма.
У 1986 році в музеї була здійснена крадіжка; була вкрадена одна з головних цінностей музею — золота брошка з кургану Хога. Її фрагменти були виявлені біля головного входу музею через кілька місяців, коли розтанув сніг.